# 부레관박쥐
부레관박쥐(Rhinolophus paradoxolophus)는 관박쥐과에 속하는 박쥐의 일종이다. 동남아시아의 토착종이다. 종소명은 "역설"을 의미하는 "파라독소스"(paradoxos)와 "벼슬" 또는 "볏"을 의미하는 "로포스"(lophos)의 합성어이고, 부레관박쥐가 다른 관박쥐류와 비교하여 잎코 형태가 차이 나기 때문에 유래했다. 아종은 알려져 있지 않다.

## 특징
부레관박쥐는 대다수 관박쥐류 박쥐와 유사한 크기로 전체 몸길이가 평균 8.5cm이고 몸무게는 약 11g이다. 털 색은 갈색이고 거의 검은색부터 연한 황갈색까지 띠며 하체는 희미한 색을 띤다. 길고 좁은 두개골과 비정상적으로 큰 귀, 독특한 모양의 잎코가 특징적이다. 잎코를 제외하고 왕관박쥐와 아주 유사하지만 더 작으며, 길고 좁은 대이주를 갖고 있다. 부레관박쥐는 관박쥐류 중에서 극단적인 잎코 형태를 가진 독특한 예이다. 잎코는 2개의 길게 앞에 나타나는 엽(葉)으로 나누어지는 아주 넓은 앞부분과 상대적으로 낮고 둥근 뒷부분으로 구성되어 있다. 콧구멍 사이 부분은 크게 확장되어 큰 컵 모양 구조를 형성하며, 각 콧구멍 뒤의 작은 주머니를 덮고 있으며 큰 혀 모양의 돌출부를 갖고 있다.

## 분포 및 서식지
부레관박쥐는 베트남 북부와 중국 남서부, 베트남 중부, 태국 중부, 라오스 북부와 중부의 토착종이다. 우림에서부터 건조 소나무 숲까지의 저지대 숲에서 서식하지만 항상 석회암 동굴에서 가까운 지역이다.